# Florian Planker
Florian Planker est un skieur alpin handisport ainsi qu'un hockeyeur sur luge italien, né le 8 février 1977 à Bolzano.

## Biographie
Il est désigné porte-drapeau pour la cérémonie d'ouverture des Jeux paralympiques d'hiver de 2018.

## Palmarès

### Ski alpin

#### Jeux paralympiques
| Épreuve / Édition | Nagano 1998 | Salt Lake City 2002 | Turin 2006 |
| ----------------- | ----------- | ------------------- | ---------- |
| Descente          | 6e          | 7e                  | 27e        |
| Super-G           | DNF         | Bronze              | 16e        |
| Slalom géant      | DSQ         | 5e                  | DNF        |
| Slalom            | 23e         | 16e                 | 41e        |
| Super combiné     | -           | -                   | -          |

### Hockey sur luge

#### Jeux paralympiques
| Épreuve / Édition | Vancouver 2010 | Sotchi 2014 | Pyeongchang 2018 |
| ----------------- | -------------- | ----------- | ---------------- |
| Équipe hommes     | 7e             | 6e          |                  |